# Autoimmunologiczne zapalenie mózgu z obecnością przeciwciał przeciwko receptorom NMDA
Autoimmunologiczne zapalenie mózgu z obecnością przeciwciał przeciwko receptorom NMDA – postać zapalenia mózgu spowodowanego występowaniem przeciwciał. Wczesne objawy mogą obejmować gorączkę, bóle głowy oraz uczucie zmęczenia, po których zazwyczaj następuje epizod psychotyczny z urojeniami i halucynacjami. Chory może być także niespokojny lub splątany. Wraz z rozwojem choroby obserwuje się występowanie napadów drgawkowych, zaburzeń ruchowych, depresji oddechowej oraz dysautonomii.
Około połowa przypadków związana jest z obecnym nowotworem, najczęściej potworniakiem jajnika, a przyczyna drugiej połowy pozostaje niewyjaśniona. Mechanizmem, na podłożu którego rozwija się zapalenie jest reakcja autoimmunologiczna, której nadrzędnym celem jest podjednostka GluN1 receptora N-metylo-D-asparaginowego w mózgu. Diagnoza zazwyczaj stawiana jest po wykryciu specyficznych przeciwciał w płynie mózgowo-rdzeniowym. Obraz MRI mózgu często nie wykazuje odchyleń od normy, a w związku z niespecyficznymi objawami chore osoby często są błędnie diagnozowane.
Leczenie przeważnie polega na podawaniu leków immunosupresyjnych lub na wycięciu nowotworu w przypadku gdy jest on przyczyną zapalenia. Leczenie u około 80% osób przynosi dobre rezultaty, zwłaszcza kiedy wdrożone zostanie ono we wczesnym stadium choroby. Po przebytym zapaleniu pojawiać się mogą długotrwałe problemy ze zdrowiem psychicznym. Szacuje się, że nawrót choroby występuje u 10% chorych a około 4% pacjentów umiera.
Autoimmunologiczne zapalenie mózgu zostało po raz pierwszy opisane w 2007 roku przez Josepa Dalmau. Jest ono przypadłością relatywnie częstą, występującą typowo u osób poniżej 45 roku życia, przeważająco u płci żeńskiej.